# Aloe triangularis
Aloe triangularis é uma espécie de liliopsida do gênero Aloe, pertencente à família Asphodelaceae.